# Wilhelm Canaris
Wilhelm Canaris, nemški admiral in obveščevalec * 1. januar 1887, Aplerbeck † 9. april 1945, Flossenbürg.
Drugega januarja 1935 je bil imenovan za načelnika Abwehra, to je nemške vojaške obveščevalne službe. Enajstega februarja 1944 je bil zaradi vrste napak Abwehra s svojega položaja odstavljen, nasledil ga je njegov nasprotnik, SS general Walter Schellenberg. Zaradi kontaktov z nekaterimi ljudmi, ki so bili povezani z  atentatom na Hitlerja 20. julija 1944, je bil aretiran in 9. aprila 1945 obešen v zaporu KZ (koncentracijskega taborišča) Flossenbürg.